# Csapod
Csapod é um município da Hungria, situado no condado de Győr-Moson-Sopron. Tem 29,18 km² de área e sua população em 2015 foi estimada em 588 habitantes.